# Gagok
Le Gagok désigne, en Corée, un genre musical de chant lyrique accompagné d'un orchestre. Les paroles sont des adaptations de poèmes sijo. Il est reconnu comme patrimoine culturel immatériel sud-coréen de l'humanité depuis 2010, par décision de l'Unesco.

## Description et histoire
L'art du Gagok apparaît au douzième siècle et se développe pendant l'époque Joseon. C'est surtout au dix-huitième siècle qu'il se pratique. Le dix-neuvième siècle constitue la période de développement du Gagok contemporain : les quinze chants féminins (yeochang) et vingt-six chants masculins (namchang) sont issus de cette tradition. Alors que les chants féminins sont aigus et fluets, les chants masculins sont caractérisés par la puissance et la profondeur. Ils s'inspirent de poèmes sijo, qui peuvent aborder plusieurs thèmes, tels que l'éloge de la nature, la fidélité au roi ou l'amour pour l'être humain. Le chant, long, est fondé sur des poèmes brefs, il est riche en mélismes, et non syllabique. Le gagok commence avec lenteur, puis s'accélère. Avec d'autres formes de chant, il appartient au jeongga, ce qui peut se traduire par bon chant. Cette musique, d'abord élitiste, devient populaire et répandue dans toute la Corée à l'époque contemporaine. Les chants du Gagok peuvent avoir une tonalité mélancolique, ou solennelle et paisible, le rythme est de dix ou seize temps.

### Instruments de musique
Une formation instrumentale accompagne le chant. Il s'agit, par exemple, de cithares  geomungo (à six cordes) et  gayageum (à douze cordes), de flûtes daegeum (flute traversière en bambou) et danso, d'un hautbois piri, d'un cymbalum yanggeum, d'une vièle  haegeum et d'un tambour janggu.

## Intégration du patrimoine culturel immatériel
En 2010, cet élément attaché à la Corée du Sud intègre la liste représentative du patrimoine culturel immatériel de l'humanité, à la suite d'une décision de l'Unesco. Considéré comme important dans l'identité coréenne, il se transmet dans des formations et des associations spécialisées. L'Unesco évoque son caractère lyrique, mélodieux et recherché dans sa composition.